# گودئوک-دونگ
گودئوک-دونگ (به لاتین: Godeok-dong) یک منطقهٔ مسکونی در کره جنوبی است که در Gangdong District واقع شده‌است.